# Aventures de la Famille Raton
Aventures de la famille Raton est une nouvelle de Jules Verne, écrite en 1886.

## Histoire
Lors de son déplacement en Belgique et dans les Pays-Bas, Verne lit cette nouvelle à Anvers, Bruxelles, Liège (le 25 novembre 1887), Verviers, Dordrecht et Groningue dans une tournée s'étendant du 23 au 29 novembre 1887.
La tournée s'avère un échec et les critiques n’accueillent pas favorablement la nouvelle.
En 1890, lorsque le rédacteur en chef du Figaro illustré demande un texte à Jules Verne pour l'édition de Noël du journal, celui-ci pense à sa nouvelle lue trois ans auparavant.
Elle est ainsi éditée pour la première fois en janvier 1891 dans Le Figaro illustré, avec un texte abrégé illustré par Félicien de Myrbach, puis reprise dans le recueil Hier et demain en 1910, quelque peu remaniée par Michel Verne,.
Le manuscrit est retrouvé en 1989 à la Bibliothèque nationale de France par Volker Dehs. Dehs découvre alors que la version précédente, beaucoup plus longue, se nommait Le Rat goutteux,.
En 1943, l'ouvrage est publié chez Hachette sous le titre La Famille Raton mais avec pour nom d'auteur Alexandre Dumas.

## Éditions
- 1989 : Bulletin de la Société Jules Verne no 90.
- 2000 : Maître Zacharius et autres récits, José Corti.
- 2000 : Contes et nouvelles de Jules Verne, Éditions Ouest-France.
- 2011 : Aventures de la famille Raton, Éditions Raminagrobis, 152 p.  (ISBN 979-10-90335-00-4)
- 2020 : Jules Verne dans le Figaro illustré , éditions Paganel (version du Figaro illustré)